# Pozsegai-hegység
A Pozsegai-hegység (horvátul: Požeška gora) egy hegylánc Horvátországban, Szlavónia középső részén, Pozsegától délre.

## Fekvése
A hegység a Diljtől nyugatra, a Psunjtól keletre, Szlavónia közepén fekszik. A Dilj-hegységtől az Orljava völgye választja el. Kocsánytalan tölgyerdő borítja.

## Neve
A hegység nevét a lábánál fekvő Pozsega városáról kapta. Nevezik Babja gorának is, bár szigorú értelemben a Babja gora Pozsegai-hegység nyugati része. A Babja gora keleti határát a Pokotina patak jelenti. A Pozsegai-hegység legmagasabb csúcsa a Babja gora területén található.

## Éghajlata
A terület a hemiborealis éghajlati zóna része. A térség éves átlagos hőmérséklete 11 ° C. A legmelegebb hónap a július, amikor az átlagos hőmérséklet 22 ° C, a leghidegebb pedig a december, -4 ° C-kal. Az átlagos éves csapadékmennyiség 1268 milliméter. A legcsapadékosabb hónap a május, átlagosan 177 mm, a legszárazabb a március, 71 mm csapadékkal.

## Leírása
A hegység legmagasabb csúcsa a Maksimov hrast, melynek tetején egy téglából épített geodéziai jel és egy telekommunikációs adó található. Nevét egy Maksim Bojanić nevű hajdúról kapta, aki a 19. században a Pozsegai-völgyben betyárkodott. A tetejétől mintegy 100 méterre keleti irányban a forrás felé vezető út jobbra fordul el, a forrás mellett pedig egy nyitott vadászmenedékház található, amely menedékként szolgálhat a vihar elől.